# Барангол
Барангол (рос. Барангол) — селище Майминського району, Республіка Алтай Росії. Входить до складу Усть-Мунинського сільського поселення.
Населення — 150 осіб (2015 рік).